# 3 (tal)
 For alternative betydninger, se 3 (flertydig). (Se også artikler, som begynder med 3)
 "Tre" og "III" omdirigeres hertil. For andre betydninger, se Tre (flertydig) og III (flertydig).
3 (tre) er:
- Det naturlige tal efter 2, derefter følger 4
- Et heltal
- Et ulige tal
- Et heldigt tal
- Et primtal, specielt et fermatprimtal (21+1), et mersenneprimtal (2²-1) og et fakultetsprimtal (2! + 1 = 3) (desuden primtalstvilling til 5)
- Det fjerde af fibonaccis tal
- Det andet trekanttal

Det danske ord "tre" deler etymologi med de andre indoeuropæiske sprogs ord for det samme og lader ikke til at have nogen bagvedliggende betydning.
I juli 2005 anlagde MTG, der ejer TV3 og TV3+, sag an mod teleselskabet 3 for misbrug af varemærket "3". MTG kræver eneret på tallet 3. En lignende sag er tidligere blevet afvist af tingsrätten i Stockholm.
Der er
- 3 i en trio.
- 3 dimensioner

## Matematik
- Et tusind har 3 nuller.
- En trigon (trekant) er en polygon med 3 sider.
- Mængden af hele tal er delt op i 3: de negative og positive tal, samt tallet nul.
- Mængden af hele positive tal er delt op i 3: primtal, sammensatte tal og tallet 1
- 3 er det eneste heltal der ligger mellem konstanterne e og π.
- Produktet af de 3 første primtal 2*3*5 = 30, hvis tværsum er 3.
- Produktet af de 3 første decimaler i det gyldne snit 6*1*8 = 48, hvis tværsum er 3.
- I en Petersen graf har alle knuderne valens 3.
- 3 (tre) udgør sammen med 2 (to) og 4 (fire) de eneste tre tal, hvis navn har lige så mange bogstaver som tallets værdi.[1]

### Tredimensionelle objekter
- Kugle
- Cylinder
- Pyramide
- Kegle
- Prisme
- Kasse

## Kemi
- Grundstoffet lithium har atomnummer 3

## Astronomi
- Månerne om en given planet, ud over Jordens egen måne, er traditionelt blevet tildelt romertal: På den måde har Jupitermånen Ganymedes, Saturnmånen Tehtys, Uranus-månen Titania, Neptun-månen Naiad og Plutos måne Hydra alle fået romertallet III.

## I politik
Magtens tredeling er et begreb, som indførtes af Montesquieu, og som består i at statsmagten inddeles i den lovgivende magt, den udøvende magt og den dømmende magt.

## Andet
- Tallet tre er et magisk antal, der går igen i mange eventyr f.eks som:

- - De tre små grise
  - Tre ønsker
  - Tre år
  - Tre sønner/døtre
  - Tre undere
  - Tre tallerkener, senge...(fra Guldlok) osv...
  - Tre primær- eller grundfarver: i additiv farveblanding det rød, grøn og blå (RGB), og i subtraktiv farveblanding er der rød, gul og blå
  - Tre livsaldre: barn- og ungdom, manddom og alderdom (i mytologien)
  - Tre Norner i nordisk mytologi
  - Tre Gratier i græsk mytologi
  - Tre elementer i treenigheden: Faderen, Sønnen og Helligånden
  - Tre verdener: under-, mellem og oververdenen
  - Tre aspekter af gudinden: Jomfruen, Moderen og Kællingen
  - Tre prøver

- I en trilogi er der 3 filmserier, såsom filmene ”The Matrix" og ”The Lord of the Rings”.
- 3 brikker til hver spiller i kryds og bolle.
- Bogstaverne A F H K N Y Z kan skrives ved præcis 3 linjer.
- 3 er navnet på et teleselskab.
- I 13-skalaen gives karakteren 3 eller 03: For den meget usikre, meget mangelfulde og utilfredsstillende præstation.
- Trafiklys for almindelige biler består af 3 lyssignaler; nemlig rød, gul og grøn.
- I stelnumre er 3 VIN-kode for modelår 2003.